# آتامیک
آتامیک سکونتگاهی است در استان قِقِّتا در غرب مرکز گرینلند.
آتامیک در کرانهٔ تنگه دیویس واقع شده و جنوبی‌ترین سکونتگاه استان ققتا است.
جمعیت آتامیک در سال ۲۰۱۰ برابر با ۱۹۷ نفر بود.

## جمعیت
میزان جمعیت آتامیک در دو دهه گذشته نسبتاً ثبات داشته است اما در چند سال اخیر کاهش نشان می‌دهد.